# Gare de Tokushima
La gare de Tokushima (徳島駅, Tokushima-eki) est une gare ferroviaire située à Tokushima, dans la préfecture du même nom au Japon. Elle est exploitée par la JR Shikoku.

## Situation ferroviaire
La gare de Tokushima marque le début des lignes Kōtoku et Mugi.

## Histoire
La gare de Tokushima a été inaugurée le 16 février 1899.

## Service des voyageurs

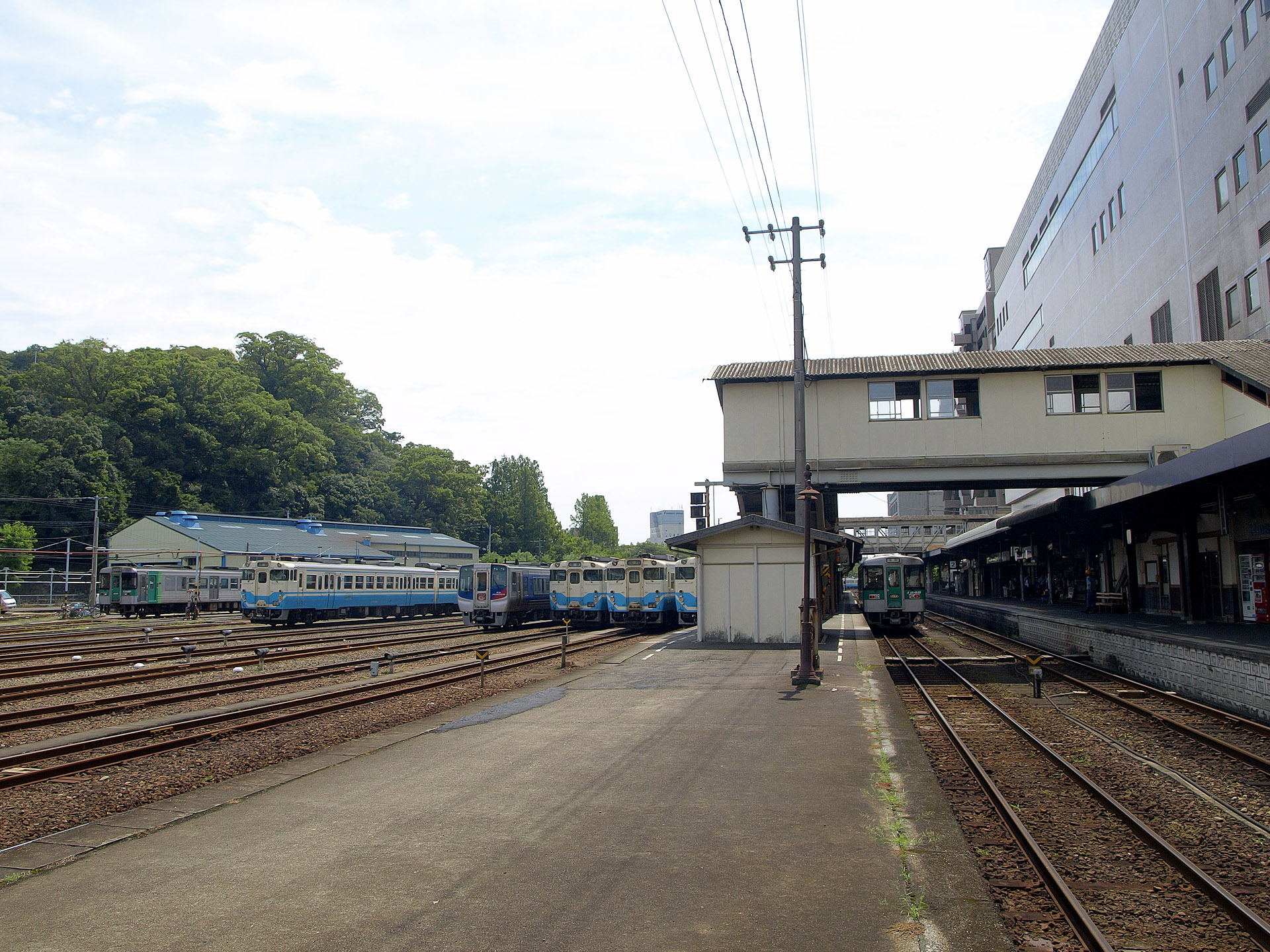
Vue des quais.

### Accueil
La gare dispose d'un bâtiment voyageurs, avec guichets, ouvert tous les jours.

### Desserte
- Ligne Tokushima :
  - voies 1 et 2 : direction Awa-Ikeda
- Ligne Kōtoku :
  - voies 2 à 4 : direction Takamatsu
- Ligne Naruto :
  - voies 2 à 4 : direction Naruto
- Ligne Mugi :
  - voies 3 et 4 : direction Anan et Awa-Kainan